# Bielawy (powiat łowicki)
Bielawy – wieś w Polsce położona w województwie łódzkim, w powiecie łowickim, nad rzeką Mrogą w gminie Bielawy. Siedziba gminy Bielawy.
Przez miejscowość przebiega droga wojewódzka nr 703.
W Bielawach znajduje się żłobek, przedszkole oraz szkoła podstawowa im. 17-go Pułku Ułanów Wielkopolskich.
Od 1994 roku działa Stowarzyszenie Kultury Fizycznej Ludowy Klub Sportowy Victoria Bielawy, grający w Łódzkiej Klasie Okręgowej grupa Skierniewice.

## Historia
Dawniej miasto; uzyskały lokację miejską w 1403 roku, zdegradowane w 1870 roku. W drugiej połowie XVI wieku jako prywatne miasto szlacheckie położone było w powiecie orłowskim województwa łęczyckiego. W 1827 roku jako miasto prywatne Królestwa Kongresowego, położone było w powiecie brzezińskim, obwodzie rawskim województwa mazowieckiego.
W latach 1954–1972 wieś należała i była siedzibą władz gromady Bielawy. W latach 1975–1998 miejscowość należała administracyjnie do województwa skierniewickiego.
Na cmentarzu rzymskokatolickim w Bielawach znajduje się kaplica grobowa rodziny Grabińskich herbu Pomian (ostatni właściciele Walewic) wzniesiona w stylu neogotyckim. Nad wejściem umieszczono kartusz z herbem.

## Zabytki
Według rejestru zabytków Narodowego Instytutu Dziedzictwa na listę zabytków wpisane są obiekty:
- kościół parafialny pw. Nawiedzenia NMP, XV-XIX, XX, nr rej.: 94-VI-3 z 29.03.1949 oraz 105 z 15.08.1967, gotycki, halowy
- dzwonnica drewniana, 1734, nr rej.: 95-VI-4 z 29.03.1949 oraz 106 z 15.08.1967
- kwatera z II wojny światowej, żołnierzy polskich poległych w Bitwie nad Bzurą, na cmentarzu katolickim, nr rej.: 869 z 18.02.1992